# Superman (videojuego de 1979)
Superman es un videojuego de acción y aventura programado por John Dunn para el sistema Atari Video Computer System y lanzado en 1979 por Atari, Inc. El jugador controla a Superman, cuya misión es explorar un entorno abierto para encontrar las tres piezas de un puente destruido por Lex Luthor, capturar a Luthor y su banda criminal, y regresar al edificio del Daily Planet. El mundo del juego está poblado por antagonistas como un helicóptero que reorganiza las piezas del puente y satélites de kriptonita itinerantes que hacen que Superman vuelva a convertirse en Clark Kent.
En el momento del lanzamiento del juego, Atari era propiedad de Warner Communications, que también era la empresa matriz de DC Comics, la editorial de Superman. Tras el éxito financiero de la película Superman (1978), Atari pidió al programador Warren Robinett que adaptara su prototipo de Adventure (1980) a un juego de Superman. Robinett no estaba interesado, pero le dio parte de su código a Dunn, quien aceptó hacer el juego si podía disponer de cuatro kilobytes de espacio para el cartucho, en lugar de los dos kilobytes habituales.
Superman recibió críticas positivas tras su lanzamiento por parte de las publicaciones Video y The Space Gamer, que lo proclamaron como uno de los mejores juegos de Atari, destacando su gran calidad gráfica y su jugabilidad única. Algunas críticas retrospectivas lamentaron que el juego solo utilizara el personaje de Superman por sus habilidades más orientadas a la acción, mientras que otras continuaron elogiando la jugabilidad y los gráficos del juego.

## Sistema de juego
Superman es un videojuego en el que el jugador controla a Clark Kent y su alias de superhéroe, Superman. Al enterarse de una amenaza de bomba en Metrópolis, Kent examina la situación y descubre que Lex Luthor, el archienemigo de Superman, abandona el lugar mientras el puente del muelle explota. El objetivo es reparar el puente, que se ha partido en tres partes, capturar a Luthor y regresar al Daily Planet como Kent en el menor tiempo posible. Superman puede resultar dañado por los satélites de kriptonita; si estos le tocan, pierde su capacidad de volar y solo puede revivir interactuando con Lois Lane. Un helicóptero se desplaza por Metrópolis moviendo ocasionalmente partes del puente por el mapa. Para capturar a un delincuente o transportar piezas del puente, el jugador debe volar hacia ellos para agarrarlos y soltarlos al aterrizar. Luthor y sus secuaces son encarcelados volando hacia los barrotes de la cárcel mientras los transportan.
El juego se creó antes de la introducción del desplazamiento lateral, lo que hacía que el jugador se moviera de una pantalla a otra y llegara al siguiente fotograma para entrar en un nuevo bloque de Metrópolis. En la parte superior del campo de juego se muestra un radar en miniatura compuesto por seis marcadores que representan manzanas de la ciudad, y el marcador más grande indica la proximidad del jugador a los posibles objetivos de Luthor o uno de sus secuaces. Cada una de estas áreas está conectada por cuatro lados contiguos, que se pueden atravesar volando hacia arriba, abajo, izquierda y derecha a través de las pantallas. El jugador puede atravesar diferentes entradas del metro para desplazarse más rápidamente. Tras entrar, el jugador puede atravesar diferentes salidas moviéndose hacia arriba fuera de la pantalla a través de áreas de diferentes colores y luego salir moviéndose fuera de la pantalla hacia la izquierda, la derecha o hacia abajo. El jugador puede activar la visión de rayos X de Superman para ver cualquiera de los cuatro fotogramas contiguos. Mientras los ve, Superman no puede moverse, pero sigue pudiendo ser alcanzado por los satélites de kriptonita.

## Desarrollo
En 1976, Warner Communications adquirió Atari por 28 millones de dólares. Warner Communications también era propietaria de DC Comics, que poseía los derechos del personaje de Superman. El mercado del cómic se estaba reduciendo durante este periodo y, por primera vez, la concesión de licencias de los personajes resultó más rentable, especialmente en comparación con los ingresos por alquiler de la película Superman de 1978. Warner Communications quería que Atari siguiera el éxito financiero de su película con un videojuego relacionado que saliera rápidamente al mercado. Según Jessica Aldred en el libro Before the Crash, Superman fue el primer juego con licencia cinematográfica para la Atari VCS, mientras que Ian Bogost y Nick Montfort en su libro Racing the Beam (2009) afirmaron que no estaba claro que el juego se basara en la película. Carl Wilson escribió en The Superhero Multiverse que el contrato de Mario Puzo estipulaba que su historia para la película de Superman no podía adaptarse a ningún otro formato, y que el breve resumen de la trama del juego no guardaba relación con ninguna historia concreta de Superman publicada en cómic en aquella época.

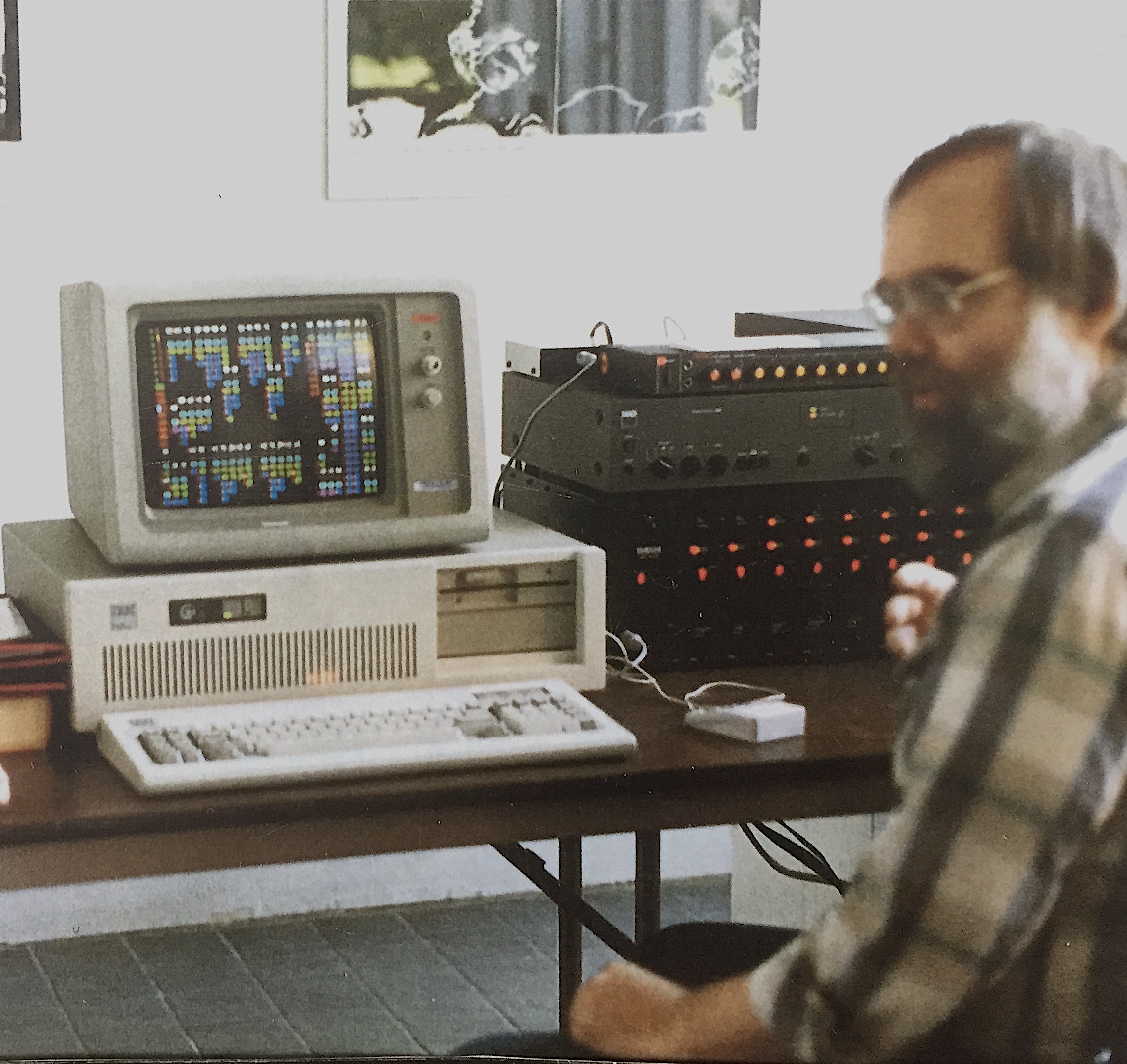
John Dunn (fotografiado en 1986) fue el programador de Superman.

Mientras desarrollaba el juego Adventure (1980) en 1978, se le pidió a Warren Robinett que dejara el juego en suspenso y utilizara su diseño para crear un juego basado en Superman. En ese momento, Robinett tenía un prototipo del juego en el que el jugador podía mover un pequeño «cursor» cuadrado de una pantalla a otra recogiendo formas de colores. Robinett había cedido el trabajo a John Dunn, quien compartió el código para facilitar el desarrollo del juego. Según Judy Richter, diseñadora de la portada del juego, DC Comics no participó mucho en el desarrollo del juego y no aportó sus ideas ni opiniones al respecto; sin embargo, DC les proporcionó un manual con instrucciones precisas sobre cómo debía ser el aspecto de Superman, ya que la portada sería crucial, ya que es lo que la gente vería en las estanterías de las tiendas.
El juego fue programado por Dunn en 1978. Dunn aceptó el trabajo con la condición de que pudiera desarrollar un juego que tuviera un chip ROM de cuatro kilobytes en su cartucho. Con la excepción de Casino (1978) y Hangman (1978), todos los juegos creados para la Atari VCS se habían escrito en dos kilobytes.
En cuanto al sonido y los gráficos, la Atari 2600 contaba con su adaptador de interfaz de televisión (TIA), que los autores Montfort y Bogost describieron como un reto para la programación, ya que solo permitía un número relativamente reducido de funciones únicas. La Atari 2600 no permitía servicios como el renderizado gráfico, lo que obligaba a los programadores a dibujar cada fotograma de la pantalla del juego en su totalidad. El juego no tiene música, solo efectos de sonido sencillos, como el volumen que sube y baja a medida que Superman vuela más alto o más bajo. Fue uno de los primeros videojuegos con sprites multicolores y uno de los primeros juegos de consola con función de pausa, siguiendo el sistema Fairchild Channel F.

## Lanzamiento
En el catálogo de Atari Video Computer System de 1979, el juego aparecía como «próximamente disponible». Betsy Staples escribió en septiembre de 1979 en Creative Computing sobre cómo jugó al juego en una exposición electrónica, mientras que el material promocional en los periódicos anunciaba que el juego saldría a la venta el 13 de septiembre y que estaría disponible en tiendas el 28 de septiembre. Una reseña en The Space Gamer también afirmaba que el juego se lanzó en el tercer trimestre de 1979.

## Recepción
Bill Kunkel y Arnie Katz analizaron Superman en Video y declararon que «marca el comienzo de una nueva y emocionante era para las salas recreativas domésticas [...] en pocas palabras, no hay ningún juego que se le parezca ni remotamente», y afirmaron que su lugar en el Salón de la Fama de las Salas Recreativas «parece asegurado». Video creó los premios Arcade Awards, conocidos como los Arkies, para reconocer «los logros destacados en el campo de los videojuegos», y en su edición de 1981 premió a los juegos de ese año. Superman fue elegido «Juego del año», y la publicación lo declaró una obra maestra para un solo jugador y «el lanzamiento más importante» del año. Norman Howe comentó en The Space Gamer que le parecía «inusual» tener que mover al personaje hasta el borde de la pantalla para avanzar a una nueva zona. Howe proclamó que las múltiples tareas y los sistemas de desplazamiento rápido lo convertían en «un reto fascinante» con «gráficos excelentes» y lo declaró «el mejor juego de Atari que he visto hasta ahora». Entre los puntos débiles, Howe señaló que era posible perder objetos cerca del borde del marco y que el juego tenía un coste elevado para un solo escenario. Otra reseña de Electronic Games en su número «1983 Software Encyclopedia» le otorgó una puntuación de nueve sobre diez, calificando la jugabilidad, los gráficos y el sonido como «excelentes» y afirmando que era «sobresaliente» como juego para un solo jugador. Los editores y redactores de la revista Video and Computer Gaming Illustrated situaron a Superman en segundo lugar en la lista de los mejores juegos no basados en juegos arcade en marzo de 1984. La publicación escribió que «a pesar de lo que se reconoció unánimemente como gráficos «deficientes», varios votos señalaron que el juego tiene «encanto»», destacando específicamente los numerosos paisajes urbanos del juego y las múltiples formas de recorrer el mapa. En su libro The Complete Guide to Electronic Games (1981), Howard J. Blumenthal dijo que el juego era demasiado complicado y enrevesado para ser divertido, y concluyó que «no era uno de los juegos más perseverantes de Atari».
En retrospectiva, Bogost y Monfort descubrieron que Superman «eliminó las relaciones sociales y emocionales de la película —y de los cómics— y las sustituyó por secuencias de acción. Los juegos basados en películas han seguido el ejemplo de este antiguo juego de VCS en este sentido». William Wilson de Forbes afirmó en 2015 que Superman era excepcional según los estándares técnicos contemporáneos, señalando que sus gráficos eran mejores que los de algunos de sus competidores, y comparándolo específicamente con Adventure, de Atari. Skyler Miller de AllGame elogió la rejugabilidad y los gráficos del juego, pero consideró que no estaba a la altura de los juegos desarrollados para la consola por Activision. También valoró los pequeños detalles, como el sonido del vuelo, que disminuye de volumen a medida que Superman asciende, y el gesto de Lois Lane levantando la pierna cuando Superman la besa. En 2009, Michal Mozejko de Retro Gamer opinó que el juego seguía siendo el mejor videojuego de Superman, elogiando su innovación por ser el primero en utilizar múltiples pantallas como área de juego, aunque señaló que desplazarse por el mapa no era intuitivo. Michael Herde, de la revista alemana de videojuegos MAN!AC, lo incluyó junto con E.T. the Extra-Terrestrial (1982) y The Texas Chainsaw Massacre (1983) como uno de los peores juegos para la Atari 2600. Describió Superman como un juego con gráficos parpadeantes y una composición de colores deficiente, y comparó la navegación de Superman por Metrópolis en el juego con «paradojas de orientación maliciosas».
Superman fue el primer superhéroe publicado que apareció en un videojuego, seguido por Spider-Man (1982) en la Atari 2600. Tras la crisis de los videojuegos de 1983, Warner Communications se quedó sin ninguna filial dedicada a los videojuegos, ya que había dividido y vendido Atari. Una vez que el mercado de los videojuegos comenzó a recuperarse, Warner Communications empezó a conceder licencias de sus propiedades de DC Comics a desarrolladores externos. El siguiente juego protagonizado por Superman apareció en 1985: Superman: El Juego de First Star Software, para Commodore 64.